# Beiträge zur Botanik
Beiträge zur Botanik (abreviado Beitr. Bot.) es un libro con descripciones botánicas escrito conjuntamente por Heinrich Ludolph Wendland y Friedrich Gottlieb Bartling y editado en año 1824.
Editado en dos partes:
- I. Diosmeae descriptae et illustratae: Mar 1824
- II. Descriptiones Novarum vel Minus Cognitarum: Dec 1825